# Dimeria mooneyi
Dimeria mooneyi là một loài thực vật có hoa trong họ Hòa thảo. Loài này được Raizada mô tả khoa học đầu tiên năm 1950.